# Adrián Bíreš
Adrián Bíreš (* 18. května 1969 Banská Bystrica) je bývalý slovenský lyžař, sjezdař. Jeho starší bratr Marián reprezentoval Československo na následujících XVI. ZOH v Albertville 1992.

## Lyžařská kariéra
Na XV. ZOH v Calgary 1988 reprezentoval Československo v alpském lyžování. Nejlépe skončil ve slalomu na 15. místě, ve sjezdu skončil na 33. místě, v super-G na 23. místě, obří slalom nedokončil a v kombinaci obsadil 8. místo.